# Eremocaulon setosum
Eremocaulon setosum är en gräsart som beskrevs av Ximena Londoño. Eremocaulon setosum ingår i släktet Eremocaulon och familjen gräs. Inga underarter finns listade i Catalogue of Life.